# I Kongres Polaków w Niemczech

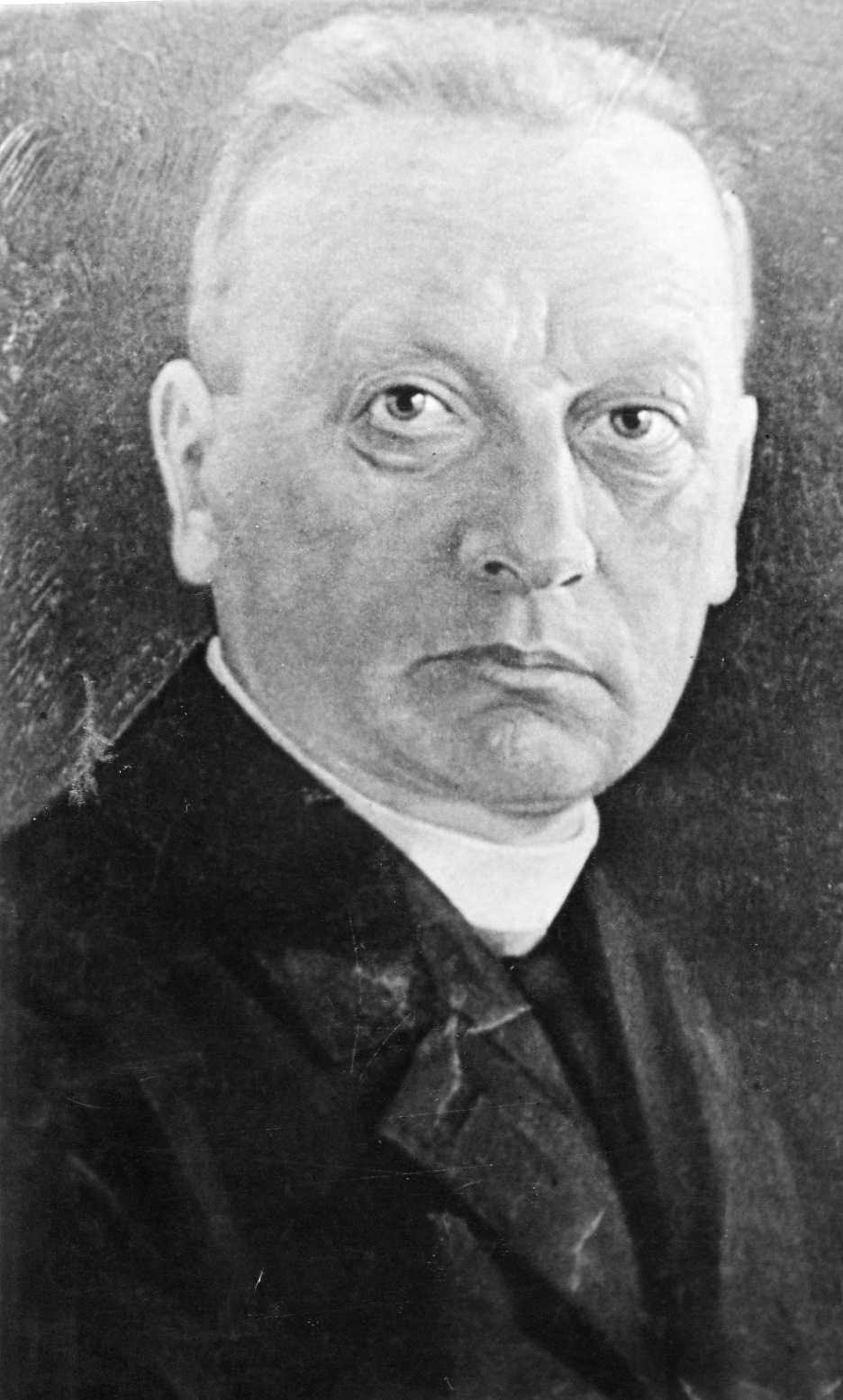
Ks. Bolesław Domański, prezes ZPwN

I Kongres Polaków w Niemczech rozpoczął się 6 marca 1938 w Theater des Volkes w Berlinie. Uchwalono na nim Pięć prawd Polaka, które stanowiły ideową podstawę działalności Związku.
1. Jesteśmy Polakami
2. Wiara Ojców naszych jest wiarą naszych dzieci
3. Polak Polakowi Bratem!
4. Co dzień Polak Narodowi służy
5. Polska Matką naszą – nie wolno mówić o Matce źle!

Organizatorem spotkania był Związek Polaków w Niemczech.
Przybyli Polacy mieszkający na Śląsku Opolskim, z Babimojskiego, Kaszub, Warmii, Ziemi Malborskiej, Mazur, Ziem Połabskich, Westfalii i Nadrenii. Spotkanie stało się manifestacją narodową Polaków w hitlerowskich Niemczech. Mimo utrudnień – odwołano kilka pociągów – stawiło się około 5 tysięcy delegatów. Koszty podróży nie były zwracane. Celem kongresu było zwrócenie uwagi świata na półtoramilionową społeczność polską w Niemczech.

## Przebieg kongresu
6 marca 1938 w kilku berlińskich kościołach odprawiono msze św. w intencji Polactwa w Niemczech. O godzinie 12 nastąpiło otwarcie kongresu przez prezesa ZPwN ks. dr. Bolesława Domańskiego w Theater des Volkes.
Na scenie odsłonięto Kaplicę Matki Boskiej Radosnej, znak Rodła i znak młodzieży polskiej w Niemczech: jasnozielony liść lipowy.
- Polskie Radio zawarło umowę z berlińską rozgłośnią Deutschlandsender na nagranie kongresu jednak kierownictwo związku wyraziło opinię, że takie nagranie prędzej powędruje do berlińskiego Gestapo niż dostanie się w ręce polskie.

- Wystąpienia kongresowe potajemnie nagrano na taśmie magnetofonowej, z której dwaj pracownicy ZPwN: technik Antoni Brzozowski i redaktor Edmund Osmańczyk zmontowali w berlińskim studiu szwedzkiej firmy Mix & Genest półgodzinną audycję dla radia i 60-minutowy zapis na album płytowy. Później wydano 5-płytowy album oraz opracowano 30-minutowy reportaż wyemitowany w polskim radiu 12 marca 1938.

Pracownicy Deutschlandsender przybyli dopiero w połowie kongresu, ale i tak następnego dnia Polskie Radio zostało powiadomione, że na skutek technicznych usterek aparatury nagranie nie powiodło się.
Tydzień później ZPwN rozprowadził w Niemczech, a także za granicą 500 albumów z kongresowym nagraniem. Po rozpoczęciu działań wojennych publikacje te były poszukiwane przez Gestapo. Przetrwały jedynie dwa komplety.

## Miejsca upamiętnienia
W Opolu u zbiegu ulic Książąt Opolskich i Sądowej znajduje się obelisk oraz w Stargardzie na Rynku Staromiejskim znajduje się tablica pamiątkowa poświęcone ZPwN z wyrytymi Pięcioma Prawdami Polaka. Podobna płyta znajduje się we Wrocławiu na kościele św. Marcina, w miejscu gdzie spotykała się przed wojną Polonia wrocławska. 10 listopada 2018 r. w Zakrzewie otwarto Szlak Pięciu Prawd Polaków spod Znaku Rodła składający się z sześciu głazów z wykutymi na nich prawdami umiejscowionymi wzdłuż promenady nad jeziorem Proboszczowskim. 